# Singkohor (plaats)
Singkohor is een bestuurslaag in het regentschap Aceh Singkil van de provincie Atjeh, Indonesië. Singkohor telt 1663 inwoners (volkstelling 2010).